# Código Penal del Perú
El Código Procesal Penal del Perú es el cuerpo normativo que regula actualmente los delitos y su punición en el Perú. Fue promulgado en el año 2004. Fue promulgado en el año 2004 y consiste en un conjunto de normas jurídicas punitivas aplicables a toda persona que cometa algún delito. Sus artículos definen los actos que están tipificados como delitos y determinan las penas correspondientes, impuestas por jueces del país.

## Antecedentes
Tras la Independencia del Perú, la nueva república heredó el corpus legislativo de la época virreinal compuesto por las Siete Partidas, la Novísima Recopilación y en la Recopilación de leyes de Indias, sin conseguirse un texto unificado. Con el advenimiento de la Confederación Peruano-Boliviana, el general Santa Cruz impuso el código penal boliviano a la nueva nación unificada, pero tras su disolución, en 1839, el país volvió a quedar sin un código penal único. El Congreso hizo esfuerzos por legislar en este sentido y nombró comisiones para la redacción del cuerpo normativo. El resultado fue el Código Penal de 1863, promulgado el 10 de marzo de ese año. El código resultó ineficaz en su aplicación y se propuso su reforma, y en 1878 se aprobó la revisión del mismo.
Con el nuevo siglo, los juristas intentaron una nueva reforma ya que adolecía de vacíos. No fue hasta 1924 que se aprobó un nuevo Código Penal, durante el Oncenio de Leguía. Este nuevo código se componía de 418 artículos divididos en 4 libros. En 1940, entró en vigencia la Ley Nº 9024, Código de Procedimientos Penales. En 1968, a través del Decreto Ley Nº 17110, se modificó el Código de Procedimientos Penales. En 1991, se dio un intento de reforma procesal penal a través del Código Procesal Penal, que no llegó a entrar completamente en vigencia debido al quiebre democrático y la falta de interés de los sucesivos gobernantes.

### Código Penal de 2004
Durante el gobierno de Alejandro Toledo, en el año 2003, a través del Decreto Supremo Nº 005-2003-JUS, se constituyó una comisión de alto nivel encargada de realizar modificaciones al Código Procesal Penal del año 1991. La comisión estuvo integrada por Fausto Alvarado (ministro de justicia), cinco juristas designados por el ministerio de justicia, el ministro del interior y el ministro de economía; contando con un plazo de 120 días para concluir la tarea.
En el año 2004, el congreso de la república delegó al poder ejecutivo la facultad de dictar mediante Decreto Legislativo un nuevo Código Penal. El 29 de julio del 2004, a través del Decreto Legislativo Nº 957, se promulgó el nuevo Código Penal. Entró en vigencia en el año 2006. En el año 2022, se publicó la séptima edición del Código Penal.
El nuevo Código Penal de 2004 establece que el Ministerio Público dirige la investigación, mientras que la Policía Nacional del Perú investiga y aporta pruebas en casos criminales. La Policía tiene facultades para recibir denuncias, tomar declaraciones, vigilar y proteger el lugar de los hechos, y realizar diligencias orientadas a la identificación de los autores del delito. El fiscal determina si el caso pasa o no a manos del juez. 

## Principios
1. Responsabilidad subjetiva.
2. P. orientación de la pena privativa de libertad a socialización del sujeto.
3. P. legalidad.
4. Presunción de inocentes. indubio pro reo.
5. Proporcionalidad de sanciones.
6. Culpabilidad, reprochabilidad.
7. P. intervención mínima.
8. Protección de bienes jurídicos.

## Estructura

### Título Preliminar
Artículo I al X

### Libro primero: Parte General
- De la Ley Penal
- Del Hecho Punible
- De las Penas
- De las medidas de seguridad
- Extinción de la acción penal y de la pena
- De la reparación civil y consecuencias accesorias

### Libro segundo: Parte Especial - Delitos
- Delitos Contra la Vida el Cuerpo y la Salud
- Delitos Contra el honor
- Delitos Contra la Familia
- Delitos Contra la Libertad
- Delitos Contra el Patrimonio
- Delitos Contra la Confianza y la Buena Fe en los negocios
- Delitos Contra los Derechos Intelectuales
- Delitos Contra el Patrimonio Cultural
- Delitos Contra el Orden Económico
- Delitos Contra el Orden Financiero y Monetario
- Delitos Tributarios
- Delitos Contra la Seguridad Pública
- Delitos Ambientales
- Delitos Contra la Tranquilidad Pública
- Delitos Contra la Humanidad
- Delitos Contra el Estado y la Defensa Nacional
- Delitos Contra los Poderes del Estado y el Orden Constitucional
- Delitos Contra la Voluntad Popular
- Delitos Contra la Administración Pública
- Delitos Contra la Fe Pública

### Libro tercero: Faltas
- Disposiciones Fundamentales
- Faltas Contra la Persona
- Faltas Contra el Patrimonio
- Faltas Contra las Buenas Costumbres
- Faltas Contra la Seguridad Pública
- Faltas Contra la Tranquilidad Pública

### Disposiciones Finales y Transitorias
Primera a Quinta segunda y cuarta

## Delitos ambientales
En Perú, se han categorizados como delitos ambientales diferentes acciones vinculados a la destrucción de ecosistemas frágiles. Algunos de estos delitos están descritos en los siguientes artículos:
Artículo 377°.- Omisión, rehusamiento o demora de actos funcionales

El funcionario público que, ilegalmente, omite, rehúsa o retarda algún acto de su cargo será reprimido con pena privativa de libertad no mayor de dos años y con treinta a sesenta días-multa. (…)

Artículo 313°.- Alteración del ambiente o paisaje

El que contraviniendo las disposiciones de la autoridad competente, altera el ambiente natural o el paisaje urbano o rural, o modifica la flora o fuan, mediante la construcción de obras o tala de árboles, será reprimido con pena privativa de libertad no mayor de cuatro años y con sesenta a noventa días-multa.

Artículo 314°.- Responsabilidad de funcionario público por otorgamiento ilegal de derechos

El funcionario público que sin observar leyes, reglamentos, estándares ambientales vigentes, por haber faltado gravemente a sus obligaciones funcionales, autoriza o se pronuncia favorablemente sobre el otorgamiento o renovación de autorización, licencia, concesión, permiso y otro derecho habilitante en favor de la obra o actividad a que se refiere el presente Título, será reprimido con pena privativa de libertad no menor de tres años ni mayor de seis años e inhabiitación de un año a seis años conforme al artículo 36° incisos 1, 2 y 4. La misma pena será para el funcionario público competente para combatir las conductas descritas en el presente Título y que, por negligencia inexcusable o por haber faltado gravemente a sus obligaciones funcionales, facilita la comisión de delitos previstos en el presente Título.

- Artículo 314°-A.-

Responsabilidad de los representantes legales de las personas jurídicas dentro de cuya actividad se comentan los delitos previstos en este Título serán responsables penalmente de acuerdo con las reglas establecidos en los artículos 23° y 27° de este Código.

- Artículo 314°-B.-

Responsabilidad por información falsa contenida en informes. El que, conociendo o pudiendo presumir la falsedad o la inexactitud, suscriba o realice estudios, evaluaciones auditorías ambientales, planes de manejo forestal y otro documento de gestión forestal, exigido conforma a ley, en los que se incorpore o avale información falsa o inexacta, será reprimido con pena privativa de libertad no menor de tres años ni mayor de cinco años.